# Wappen der Färöer

Wappen der färöischen Autonomieregierung

Das Wappen der Landesregierung der Färöer ist seit 2004 in Gebrauch. Es zeigt einen blauen Schild, auf dem sich ein Widder (veðrur) befindet.
Der Widder ist das Wappentier der Färöer, da der Name vermutlich ursprünglich Schafsinseln hieß. Zumindest dominieren die Schafe als Haustier das Land. Das heutige Wappen geht zurück auf ein Widderwappen am Kirchengestühl von Kirkjubøur aus dem 15. Jahrhundert.

Das alte Wappen (1950–2004)

Das Løgting hatte auch ein Siegel mit dem Widder als Wappentier. Dieses Wappen wurde mit der Auflösung des Løgtings 1816 abgeschafft. Auch nach seiner Wiedereinrichtung 1852 und selbst während der weitgehenden Souveränität während der britischen Besetzung der Färöer im Zweiten Weltkrieg kam es nicht wieder in Gebrauch.
Erst das Autonomiegesetz von 1948 richtete das Amt des Løgmaður wieder ein. Dieser wählte sich 1950 den Widder als Wappen. Seit 2004 gibt es das hier gezeigte blaue Wappen nach dem historischen Vorbild, wie es die Färöer schon seit 1819 im Großen Wappen des dänischen Königs repräsentiert. Das Blau des Schildes entspricht dem Blau des Merkið, der Nationalflagge.
Das Wappen wird vom Regierungschef, der Regierung, und den Gesandtschaften im Ausland geführt. Einige Regierungsbehörden verwenden noch das alte Wappen.

## Blasonierung
Blasonierung: Auf blauem Grund ein silberner rotgezungter Widder in Verteidigungshaltung mit goldenen Hufen und Hörnern.